# ريتشارد كريستيان نيلسون
ريتشارد كريستيان نيلسون (بالإنجليزية: Richard Christian Nelson)‏ هو رسام أمريكي، ولد في 1961 في ديترويت في الولايات المتحدة.